# UFC Fight Night: Volkov vs. Aspinall
UFC Fight Night: Volkov vs. Aspinall (também conhecido como UFC Fight Night 204 e UFC on ESPN+ 62) foi um evento de artes marciais mistas produzido pelo Ultimate Fighting Championship que aconteceu em 19 de março de 2022, na The O2 Arena em Londres, Inglaterra.

## Detalhes
O evento foi o primeiro em Londres desde o UFC Fight Night: Till vs. Masvidal em março de 2019. O UFC deveria retornar à cidade em março de 2020 no UFC Fight Night: Woodley vs. Edwards e em setembro de 2021 no UFC Fight Night: Brunson vs. Till, mas o primeiro evento foi cancelado devido à pandemia de COVID-19, e o segundo foi realocado para Las Vegas.

## Bônus da noite
Os seguintes lutadores receberam $50.000. Embora o UFC geralmente conceda quatro prêmios bônus por evento, um recorde de nove bônus pós-luta foi dado a cada lutador que conseguiu uma finalização.
- Luta da noite: Nenhum bônus foi concedido.
- Performance da Noite: Tom Aspinall, Arnold Allen, Paddy Pimblett, Molly McCann, Ilia Topuria, Makwan Amirkhani, Sergei Pavlovich, Paul Craig e Muhammad Mokaev

## Pós-luta
O evento foi amplamente considerado pela mídia de MMA como o melhor evento de 2022.